# Zühtüpaşa (Kadıköy)
Zühtüpaşa è una delle 21 mahalle del distretto di Kadıköy, nella parte asiatica di Istanbul. 

## Geografia fisica
Zühtüpaşa, uno dei quartieri affacciati sul mare del distretto di Kadıköy, confina col Mar di Marmara a sud, Hasanpaşa a nord, Eğitim a nordest, Osmanağa a ovest, Feneryolu a est e il quartiere di Fenerbahçe a sudest.

## Monumenti e luoghi d'interesse
Nel quartiere si trova lo Stadio Şükrü Saraçoğlu, che ospita fra l'altro le partite casalinghe del Fenerbahçe. Inoltre vi si trovano l'ufficio del Muftì di Kadıköy, il centro artistico Müjdat Gezen e la casa dell'insegnante Fatma Şadiye Toptanî.

## Educazione
Qui si trovano la scuola elementare Melehat Şefizade e la scuola elementare di Zühtüpaşa.

## Trasporti
Il quartiere ospita la stazione ferroriaria di Söğütlüçeşme, fermata della linea Marmaray, da cui si può raggiungere a piedi in un quarto d'ora la piazza del toro, centro di Kadiköy.